# Omkareshwaram
Omkareshwaram – hinduistyczno-śiwaistyczna świątynia dedykowana Śiwie, położona na wyspie na rzece Narbada w indyjskim stanie Madhya Pradesh. Zbudowana w jednym z dwunastu miejsc w Indiach, zwanych dźjotirlinga, gdzie według tradycji objawił się bóg Śiwa w formie świetlistego słupa (lingamu) .
Nazwa świątyni oznacza Pan Mantry Om. Wchodzi w skład kompleksu świątyń wraz z Amareshwarą, którego nazwa oznacza nieśmiertelny władca), znajdującą się na południowym brzegu rzeki Narbada i również poświęconej Śiwie.
Nabożeństwa odbywają się tutaj cały rok, ale podczas święta Kartik Purnima, odbywającego się podczas pełni księżyca na przełomie października i listopada, odbywa się tutaj duży festiwal religijny połączony z rytualnymi kąpielami w rzece.

## Legenda
Zgodnie z legendą hinduską, Windhja, bóstwo kontrolujące pasmo górskie Windhja czciło tutaj Śiwę, aby uzyskać odpuszczenie popełnionych grzechów. W trakcie modlitwy usypało lingam z piasku i gliny. Śiwa zadowolony z uwielbienia objawił się w dwóch formach - Omkareshwar i Amareshwar.